# Dominic Dobson
Dominic Dobson (ur. 14 września 1957 roku w Stuttgarcie) – amerykański kierowca wyścigowy pochodzenia niemieckiego.

## Kariera
Dobson rozpoczął karierę w międzynarodowych wyścigach samochodowych w 1978 roku od startów w wyścigu ICSCC Formuła Ford, gdzie pięciokrotnie stawał na podium, w tym raz na jego najwyższym stopniu. Uzbierane 119 punktów dało mu tytuł wicemistrza serii. W późniejszych latach Amerykanin pojawiał się także w stawce Amerykańskiej Formuły Super Vee, IMSA GTU Championship, IMSA Camel Lights, Champ Car, IMSA Camel GTP Championship, IMSA Camel GTO, 24-godzinnego wyścigu Le Mans, IMSA Exxon Supreme GT Series, Indianapolis 500, IMSA World Sports Car Championship oraz North American Super Touring Championship.